# Jaime Sunye Neto
Jaime Sunye Neto est un joueur d'échecs brésilien né le 2 mai 1957 à Curitiba.

## Biographie et carrière
Grand maître international depuis 1986, Sunye Neto a remporté le championnat brésilien à sept reprises (en 1976, 1977, 1979, 1980, 1981, 1982 et 1983). Lors du tournoi interzonal de Rio de Janeiro en 1979, il finit à la 5e-6e place sur dix-huit joueurs. Il fut champion d'Amérique du Sud en 1989 et 1998.
Il a représenté le Brésil lors de dix olympiades entre 1980 et 2008.